# Departamento de Ambiente e Conservação (Austrália Ocidental)
O Departamento de Ambiente e Conservação é um departamento do Governo da Austrália Ocidental que é responsável por implementar as políticas estaduais de conservação e ambiente. Foi formado em 1 de julho de 2006 pela junção do Departamento de Ambiente e Departamento de Conservação e Gerenciamento de Terras.